# Satisfaction (Darin)
Satisfaction è un singolo di Darin, è stato pubblicato il 4 novembre 2022 come estratto dall'EP My Purple Clouds.

## Video musicale
Il video, diretto da Pete Cadman, è stato pubblicato in concomitanza con l'uscita del singolo.

## Tracce
Download digitale
1. Satisfaction – 3:08

Download digitale - Albert Marzinotto Remix
1. Satisfaction (Albert Marzinotto Remix) – 2:36